# Sam Noble Oklahoma Museum of Natural History
El Museu d'Història Natural Sam Noble d'Oklahoma, Sam Noble Oklahoma Museum of Natural History, és un museu d'Història Natural situat al campus de la Universitat d'Oklahoma. Aquest museu va ser fundat el 1899 per una llei de l'Oklahoma Territorial Legislature, i va obrir les portes en l'actual localització el 1999. Aquest museu compta amb uns "7 milions d'objectes i espècimens en 12 col·leccions." Té uns 4.600 m2 d'espai d'exposició

## Idiomes dels natius americans
La fira anual d'idiomes amerindis Annual Oklahoma Native American Language Fair es fa al museu cada mes d'abril. L'any 2013, aquesta fira va tenir un rècord d'assistència amb 921 estudiants d'idiomes amerindis que representaven 46 idiomes diferents. Uns 72 idiomes es mantenen als arxius d'aquest museu.

## Espècimens notables
- L'esquelet més gran del món d'un Apatosaurus.
- El crani Cooper Skull, d'un bisó trobat el 1994, que és "l'objecte pintat més antic d'Amèrica del Nord."[6]
- Um esquelet de Titanoceratops amb un crani de 3,1 metres, el crani més gros que es coneix d'un vertebrat terrestre.[7]
- Artefactes de pedra de la Cultura del Mississipi.

## Galeria

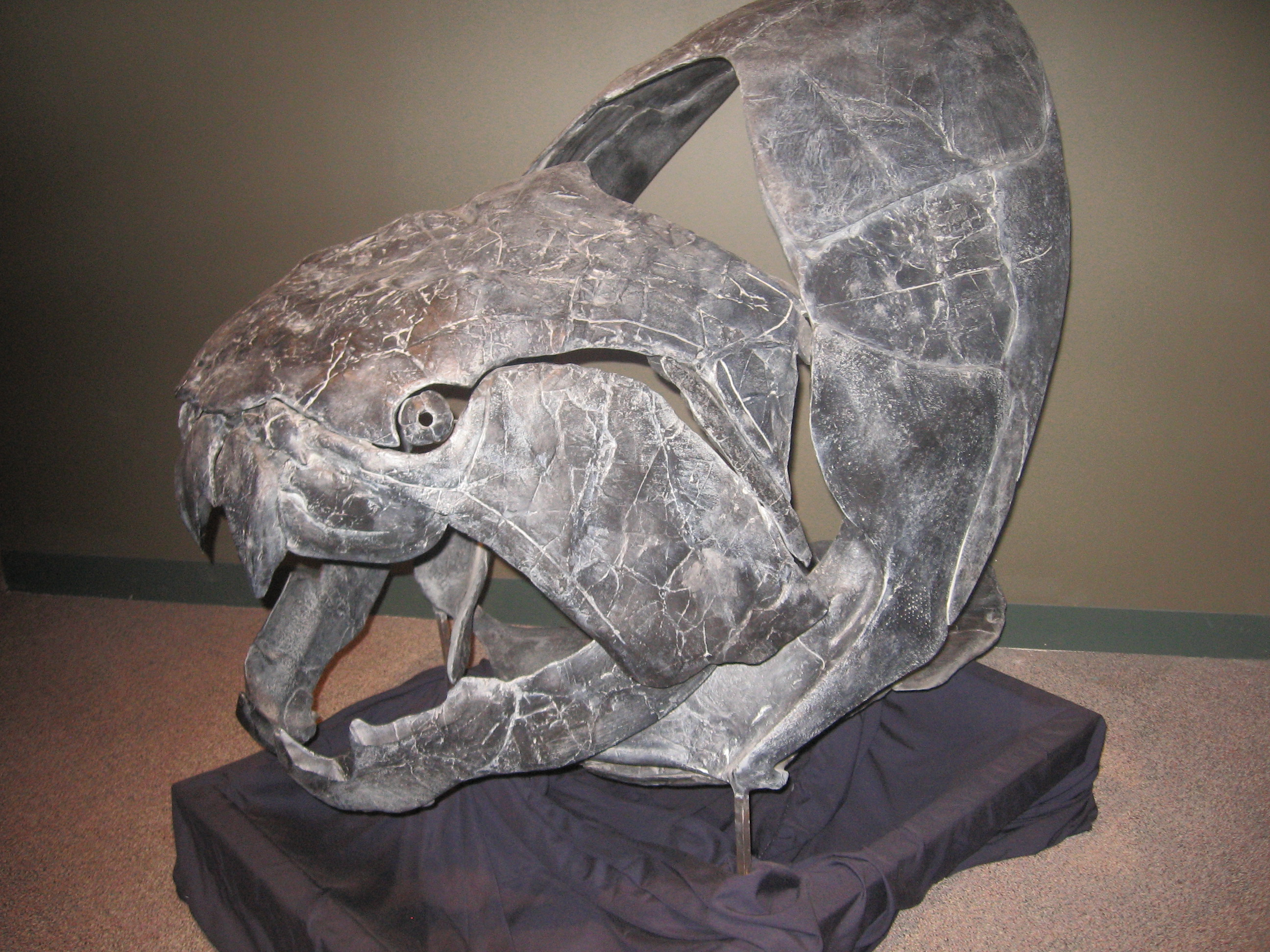
Dunkleosteus
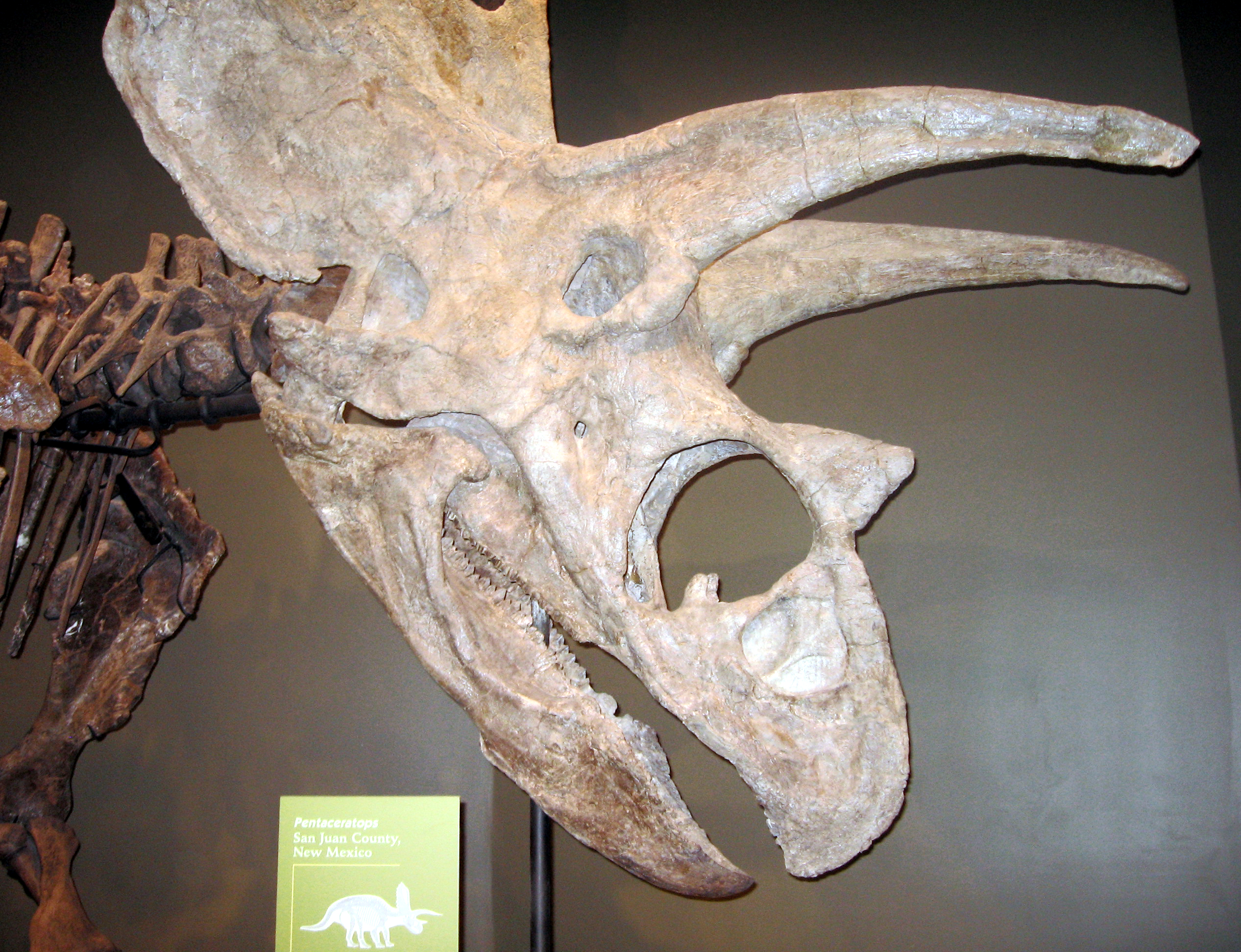
Titanoceratops
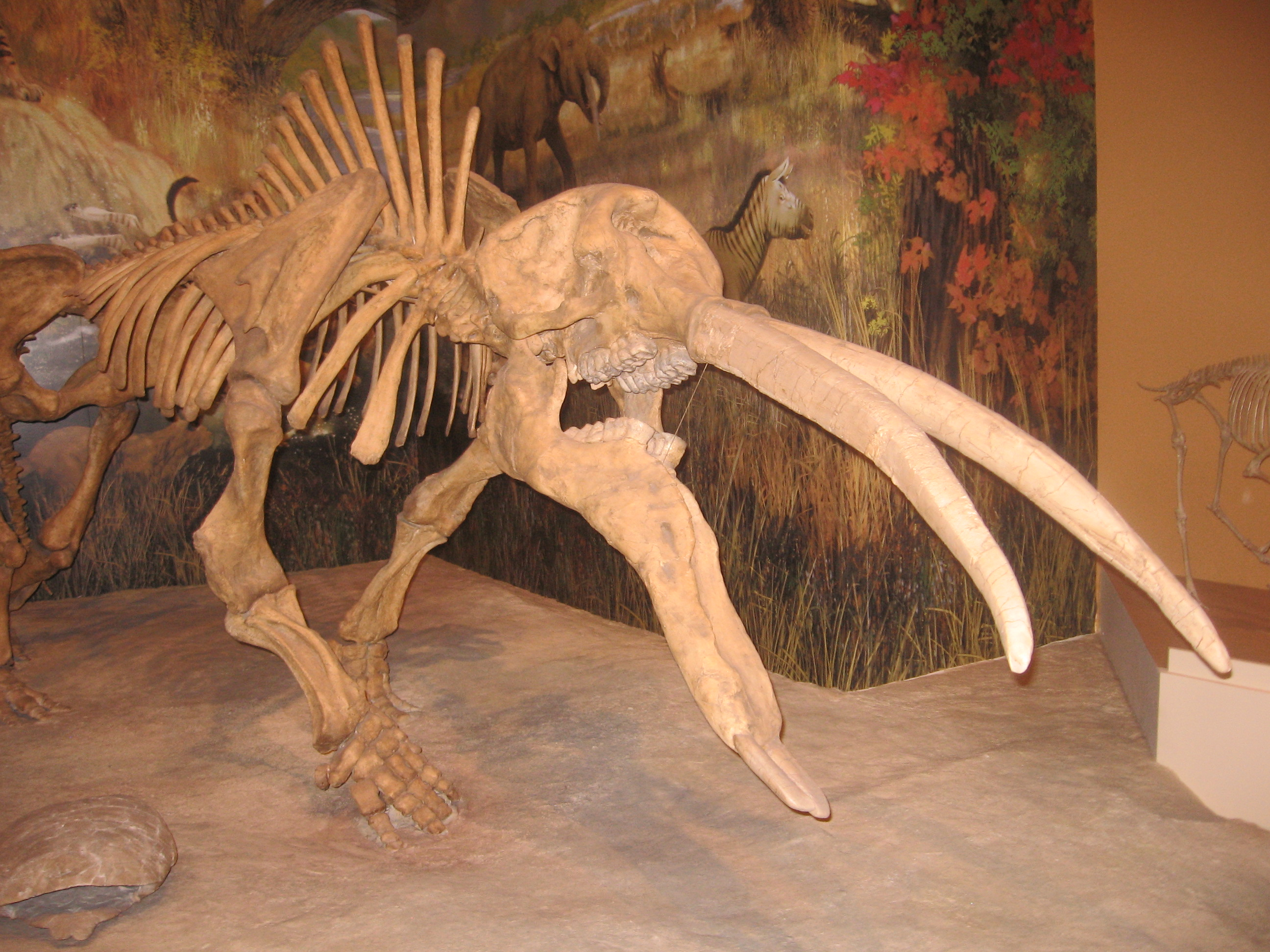
Gomphotherium
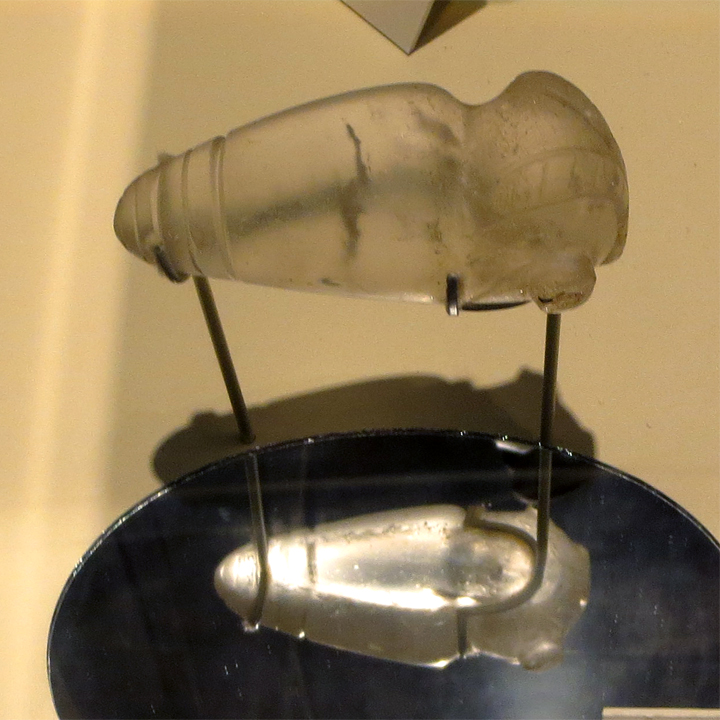
Artefacte precolombí